# Estação Parque de los Estados
Parque de los Estados é uma estação da Linha 12 do Metro de Madrid. . 